# Black Entertainment Television
Black Entertainment Television (BET) è una rete televisiva via cavo statunitense di proprietà di Paramount Media Networks, sussidiaria di Paramount Skydance Corporation, con sede a Washington.

## Storia
È visibile in più di novanta milioni di case in tutto il mondo, ed è il principale canale televisivo avente come target principale i giovani neri americani, con programmazione culturale e musicale a loro dedicata. La rete è stata lanciata il 25 gennaio 1980 da Robert L. Johnson. la maggior parte della programmazione della rete è concentrata su video musicali hip hop e R&B e su film e serie televisive.
Dal 2000 in poi l'intero palinsesto di BET è stato concentrato principalmente sulla musica, e sono state tagliate varie trasmissioni di informazione e di intrattenimento. Sempre nel 2000 è iniziato 106 & Park, uno dei principali programmi della rete, che è sostanzialmente una classifica dei video più richiesti dal pubblico del canale, con ospiti artisti rap e R&B che promuovono la propria musica. La domenica mattina, BET trasmette programmi di carattere cristiano e programma musica gospel. 
Oltre a ciò, la rete ospita premiazioni annuali come i BET Awards, Bet Hip-Hop Awards e Soul Train Music Awards, le quali con il tempo hanno acquisito un'importanza sempre maggiore e sono diventati un riconoscimento di grande valore per gli artisti R&B, soul e hip-hop. Ciò nonostante, spesso BET è stata accusata di trasmettere programmi che promuovono gli stereotipi culturali e l'immoralità.